# Northeast-Gletscher
Der Northeast-Gletscher ist ein steiler und stark zerklüfteter Gletscher auf der Antarktischen Halbinsel. Er fließt vom McLeod Hill westwärts und dann südwestlich zur Marguerite Bay an der Fallières-Küste des Grahamlands, die er zwischen den Debenham-Inseln und der Roman Four Promontory erreicht.
Eine erste geodätische Vermessungen des Gebiets nahmen 1936 Teilnehmer der British Graham Land Expedition (1934–1937) unter der Leitung des australischen Polarforschers John Rymill vor. Eine weitere Erkundung erfolgte 1940 durch Wissenschaftler der United States Antarctic Service Expedition (1939–1941), die diesen Gletscher als Route für eine Hundeschlittenexkursion nutzten und ihn so benannten, da er nordöstlich (englisch: northeast) zur Basisstation der Expedition auf der Stonington-Insel liegt.